# Shukher Daichin
Shukher Daichin (oïrat cyrillique : Шүхэр дайчин, chinois : 书库尔岱青 ; pinyin : shūkùěr dàiqīng, russe : Шукур-Дайчин) est un khan du khanat kalmouk de la basse Volga qui règne de 1647 à 1667 et décède en 1672. Il est le fils de Kho Örlög à qui il succède.
Pountsouk-Montchak qui prend la relève en 1667 est le petit-fils Kho örlög.